# Scala di sonorità
In fonetica e in fonologia, la scala di sonorità (o gerarchia di sonorità) è una gerarchia che fa riferimento sia all'intensità sonora intrinseca (cioè all'intensità acustica) sia all'intensità percepita (cioè al volume).
La scala è così ordinata (da un massimo ad un minimo di sonorità):
- vocali
- legamenti
- liquide
- nasali
- fricative
- occlusive
- affricate

È generalmente considerata come una scala di valore universale. Con poche variazioni, veniva proposta già a partire dalla fine del XIX secolo, con anticipazioni già nel XVIII. Di verso opposto, ma di significato analogo, sono le scale di forza consonantica.
Le scale di sonorità sono spesso messe in relazione con l'organizzazione sillabica dei segmenti. Rilevante è, a questo proposito, la formulazione data dal linguista tedesco Theo Vennemann (1988), che individua un attacco ben formato di sillaba nella bassa sonorità (o, viceversa, nella alta forza consonantica). Nel caso l'attacco della sillaba sia formato da due elementi, è ben formato l'attacco che veda un aumento di sonorità. Quindi, /.plV/ (come in pla.sti.ca o com.ple.to) è preferito a /.pnV/ e ancora più a /.lpV/, e, in effetti, il primo tipo di attacco è, a differenza degli altri, assai corrente nelle lingue del mondo. Al contrario, una coda di sillaba è ben formata secondo valori opposti, cioè al decadere della sonorità. Quindi, un'ipotetica sillaba prarp è ben formata in qualsiasi lingua che ammetta due consonanti in attacco e in coda, mentre una sillaba rpapr non rispetta i valori della scala.